# الدوري الإيطالي 1957–58
الدوري الإيطالي الدرجة الأولى 1957–58 (بالإيطالية: Serie A 1957-1958)‏ هو موسم من الدوري الإيطالي الدرجة الأولى. أقيم خلال الفترة 8 سبتمبر 1957 وحتى 25 مايو 1958، وفاز فيه يوفنتوس.